# Rosa Panduro
Carmen Rosa Panduro Ramírez (Requena, 1 de diciembre de 1918 - Iquitos, 11 de noviembre de 1989) fue una ama de casa peruana convertida por las circunstancias en rabona en el combate de Rocafuerte durante la guerra peruano-ecuatoriana, sus acciones le valieron ser reconocida como heroína por el Gobierno del Perú. 

## Biografía
Nació en Requena el 1 de diciembre de 1918. Fue hija de doña María Ramírez Coral y don Federico Panduro Sandoval. Se casó el 18 de enero de 1936 con don Juan Manuel Peñaherrera Valera con quien tuvo dos hijas: Lucrecia y Lidia. 
Tuvo notoria participación en el Combate de Rocafuerte ("Combate de Rocafuerte y Pantoja" como se le conoce en el Perú), que ocurriera el 11 de agosto de 1941 en el marco de la Guerra peruano-ecuatoriana. En esa situación, las tropas ecuatorianas atacaron desde la Guarnición de Rocafuerte a los soldados peruanos. Como respuesta, los peruanos expulsarían a los ecuatorianos de Cabo Pantoja renombrado por ellos como Rocafuerte. 

### Heroína y soldado

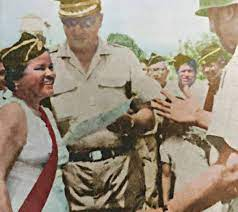
El Jefe del Estado Mayor de la Q.R.M, Crl. Rafael Salazar Morey, entrega un diploma de honor a Rosa Panduro.

El ataque ecuatoriano se inició la noche del 11 de agosto de 1941, Carmen Rosa dormía en la hacienda Miraflores ubicada en la margen izquierda del río Napo, el fuego de la artillería, rompió la tranquilidad de la noche, sorprendiendo a la tropa peruana y a las poblaciones cercanas.
El ataque sorpresivo venía desde la guarnición ecuatoriana Rocafuerte e iba dirigido hacia el puesto peruano de Cabo Pantoja (Güeppí) ubicado a 4 km de la hacienda. Carmen Rosa se preocupó por la suerte del Sargento Peñaherrera, padre de sus hijas, perteneciente a la Primera Compañía del Batallón de Infantería N°27 de la guarnición peruana. Fue entonces que tomó su canoa con dirección a la zona de combate para unirse con su esposo en la defensa del territorio peruano.
En su desplazamiento sería detenida por soldados peruanos del grupo de artillería N°5 que no dejaron entrar a ningún civil a la guarnición por medidas de seguridad. Ante esto, Carmen Rosa, conocedora de la selva, se internó en el bosque amazónico, siguiendo una trocha conocida por ella para llegar a la zona de combate.
En Cabo Pantoja la valiente peruana se informa que el Sargento Peñaherrera estaba en la avanzada de la compañía. Carmen es uniformada como soldado para poder llegar a la línea de fuego donde finalmente lo encontraría. La primera actividad de Carmen Rosa es prestar ayuda a los soldados heridos.
Luego, ella toma sus provisiones y un fusil para luchar junto a su esposo quien es herido en un brazo por el enemigo. Carmen Rosa clama venganza y dispara febrilmente contra el enemigo, avanzando junto al sargento y arengando a los soldados a que continuaran avanzando hacia la victoria.
Después del cese al fuego, la cañonera "Amazonas" emprende la persecución de las tropas ecuatorianas. Carmen Rosa uniformada, ya con el fusil en mano y con la intención de ir a combatir nuevamente, mientras su esposo recibía atención médica en Cabo Pantoja, recibe el mandato de desembarcar, el cual rechaza, pero es obligada a abandonar la cañonera entre lágrimas, rabia y frustración.

### Fallecimiento
Rosa murió el 11 de noviembre de 1989 después de una larga y penosa enfermedad. Sus restos se encuentran en la Cripta de los Héroes Loretanos, en el Cementerio General San Miguel Arcángel de la ciudad de Iquitos.

## Reconocimientos
- El Estado peruano, por recomendación de las autoridades loretanas aceptaron que uno de los distritos de la Provincia de Putumayo lleve su nombre. El distrito de Rosa Panduro  fue creado mediante Ley N° 30186 del Congreso  del 10 de abril de 2014 y promulgada el 5 de mayo del mismo año, en el gobierno del Presidente Ollanta Humala.[5]

- La Escuela 601325 ubicada en el distrito de San Juan Bautista en Iquitos - Loreto, lleva el nombre de Carmen Rosa Panduro Ramírez.[6]
- Un grupo de pobladores del Distrito de San Juan Bautista - Loreto colocan el nombre de la heroína a uno de sus territorios: Asentamiento Humano: Rosa Panduro- San Juan Bautista.